# Монія Шокрі
Монія Шокрі (англ. Monia Chokri; 27 червня 1983, Квебек, Канада) — канадська акторка та кінорежисерка.

## Життя і кар'єра
Народилася у Квебеці 1983 року. Монія почала свою акторську кар'єру після того, як закінчила навчання в Монреальській Консерваторії драматичного мистецтва у 2005 році. Її мати має шотландське походження зі скандинавськими предками, батько має туніське берберське коріння.
У Монреалі зіграла в декількох театральних постановках. Пізніше отримала помітні ролі у фільмах, квебекських режисерів, які краще відомі за межами Канади, а саме у роботах Дені Аркана і Ксав'є Долана. В «Уявному коханні», вона зіграла Марі, молоду жінку, яка закохується в того ж хлопця, що і її друг Франсіс, якого зіграв режисер фільму — Ксав'є Долан. Акторська майстерність Монії була відзначена критиками, зокрема в французьких журналах «Les Inrockuptibles» та «Ле-Монд».
У кінці 2010 року, за роль в «Уявному коханні», читачі «Les Inrockuptibles» назвали її № 4 у списку найкращих акторок року.

2012 року вона зіграла Стефані в «Лоранс у будь-якому випадку», Ксав'є Долана, де головні ролі виконали Мельвіль Пупо, Сюзанн Клеман і Наталі Бай.

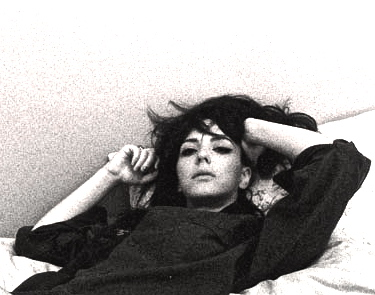
У 2012 році

2013 року вийшов перший короткометражний фільм Монії «Хтось надзвичайний» (фр. Quelqu'un d'extraordinaire). Стрічка була представлена на кількох фестивалях по всьому світу та отримала близько п'ятнадцяти нагород.
2015 року зіграла роль в канадській драмі режисера Андре Тюрпена «Ендорфін».
2017 року вийшов фільм «Лагодити живих» режисера Кателя Кілевере, де акторка зіграла одну з провідних ролей.

## Фільмографія
| Рік       |   | Українська назва            | Оригінальна назва                  | Роль                       |
| --------- | - | --------------------------- | ---------------------------------- | -------------------------- |
| 2007      | ф | Епоха затьмарення           | L'Âge des ténèbres                 | Азіза                      |
| 2008      | ф |                             | Frédérique au centre               | Фредерік                   |
| 2009      | ф |                             | Hier, demain, hier                 | Майя                       |
| 2010      | ф | Уявне кохання               | Les amours imaginaires             | Марі                       |
| 2011      | с | Точка зору                  | Mirador                            | Медсестра Патрісія         |
| 2012      | с |                             | Les rescapés                       | Таня                       |
| 2012      | ф | Лоранс у будь-якому випадку | Laurence Anyways                   | Стефані Белайр             |
| 2012      | ф |                             | Clémenceau                         | Шарлотт-Тулуза             |
| 2013      | ф | Північний вокзал            | Gare du Nord                       | Джоан                      |
| 2014—2015 | с | Нова адреса                 | Nouvelle adresse                   | Магалі                     |
| 2015      | ф | Ендорфін                    | Endorphine                         | мати Сімона                |
| 2016      | ф |                             | The Saver                          | Адорі                      |
| 2016      | ф | Лагодити живих              | Réparer les vivants                | Джейн                      |
| 2016      | ф | Смак Чорнил                 | Compte tes blessures               | Джулія                     |
| 2017      | ф | Голодні Z                   | Les Affamés                        | Таня                       |
| 2018      | ф |                             | Les scènes fortuites               | Джозі                      |
| 2018      | ф |                             | Pauvre Georges!                    | Емма                       |
| 2018      | ф |                             | Emma Peeters                       | Емма                       |
| 2019      | ф |                             | Avant qu'on explose                | Псай                       |
| 2019      | ф |                             | On ment toujours à ceux qu'on aime | Джуел                      |
| 2022      | ф |                             | Babysitter                         | Надія, також режисерка     |
| 2024      | ф | Кохання без заморочок       | Simple comme Sylvain               | Франсуаза, також режисерка |